# Pasar Banjit
Pasar Banjit is een bestuurslaag in het regentschap Way Kanan van de provincie Lampung, Indonesië. Pasar Banjit telt 3534 inwoners (volkstelling 2010).